# Jean-Nicolas Bouilly
Jean-Nicolas Bouilly (24. januar 1763 i La Coudraye ved Tours – 14. april 1842 i Paris) var en fransk forfatter. 
Efter at have studeret jura sluttede Bouilly sig ved revolutionens udbrud til Mirabeau og Barnave og beklædte forskellige embeder, i hvilke han navnlig virkede for indførelsen af primærskoler og for folkeoplysning i det hele taget. Senere trak han sig tilbage og vedblev at leve uafhængig til sin død. 1790 opførtes hans opéra comique Pierre le Grand, med musik af Grétry. Af hans senere dramatiske arbejder kan nævnes L'abbé de l'Épée(1795), Les deux journées (1800), komponeret af Cherubini, Fanchon (1802), komponeret af Himmel, L'intrigue aux fenêtres, Une folie (1803, med musik af Méhul; på dansk ved N.T. Bruun: "Ungdom og Galskab" [1806], med musik af Du Puy), Mme. de Sévigné (1805) og så videre. Desuden oversatte han flere stykker af Kotzebue. Hans skrifter for ungdommen stod i sin tid i høj kurs; hans stil er vidtsvævende og retorisk, hans billeder skruede, hele tonen så sentimental, at han fik navnet le poète lacrymal. Af disse skrifter kan nævnes: Contes offerts aux enfants de France, Contes à ma fille (1809), Conseils à ma fille (1811) og Les jeunes femmes (1819).